# کارلین گلین
کارلین گلین (به انگلیسی: Carlin Glynn) (زادهٔ ۱۹ فوریهٔ ۱۹۴۰) بازیگر آمریکایی است.
از فیلم‌های معروف او می‌توان به بازی در فیلم سرخ خونی اشاره کرد.